# مونا هلند
مونا هلند (انگلیسی: Munah Holland؛ زادهٔ ۲ نوامبر ۱۹۷۴) ورزشکار هنرهای رزمی ترکیبی اهل ایالات متحده آمریکا است.